# Stow-on-the-Wold
Stow-on-the-Wold est un bourg et une paroisse civile anglaise située dans le district de Cotswold et le comté du Gloucestershire.

## Géographie
Stow-on-the-Wold est situé dans le nord-est du Gloucestershire au sommet d'une colline culminant à 244 m, au croisement d'un certain nombre de routes importantes des Cotswolds, dont la Fosse Way (A429). La localité est située à 80 km de Bristol, 70 km de Birmingham et 50 km d'Oxford.

## Démographie
Stow-on-the-Wold comptabilisa 2794 habitants en 2001[réf. nécessaire].

## Économie
C'est un important centre commercial et le bourg comporte de nombreux magasins d'antiquité et d'artisanat, ainsi que des galeries d'art. Stow-on-the-Wold accueille chaque année une immense foire attirant encore aujourd'hui de nombreuses personnes. Elle est connue pour ses ventes de chevaux.

## Monuments notables
Les bâtiments, construits en pierres couleur miel caractéristiques des Cotswolds, datent en majorité du XVIe siècle.
L'église de St Edwards' Church date du XIe siècle. L'entrée près du porche nord est jouxtée par deux ifs qui poussent au ras du mur.

## Culture populaire
En raison de sa situation exposée aux vents sur la colline de Stow Hill, Stow-on-the-Wold fait l'objet de références anciennes avec la mention : « Stow on the Wold, where the winds blow cold » (« Stow-on-the-Wold, où soufflent les vents froids »).
Le village est mis en avant dans l'émission Top Gear, saison 6, épisode 11, en 2005, où il apparaît en tant que village anglais typique.

## Galerie

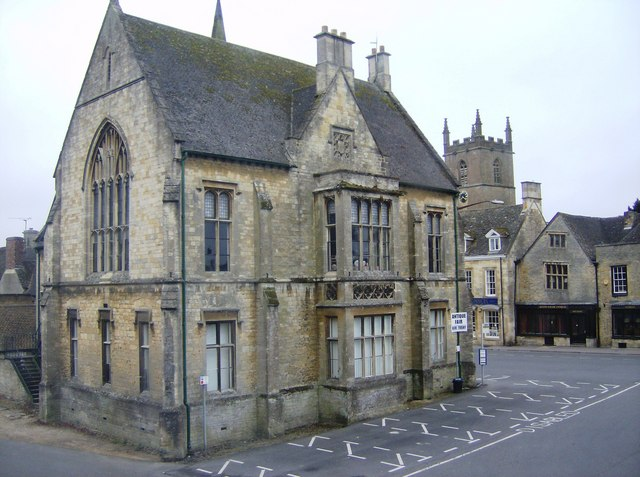
Le Market Hall (halle du marché).
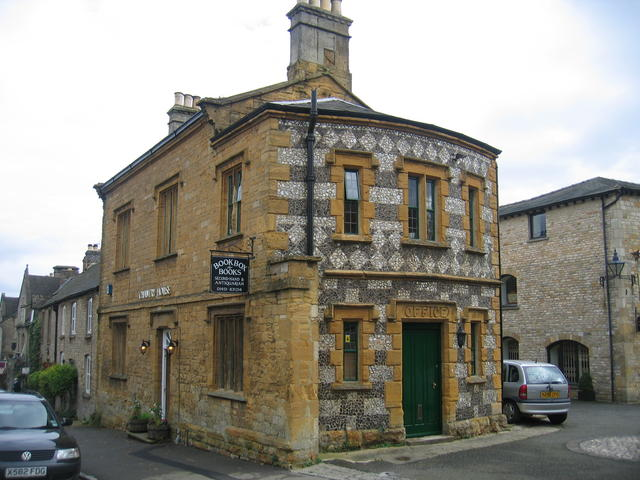
Une ancienne brasserie.
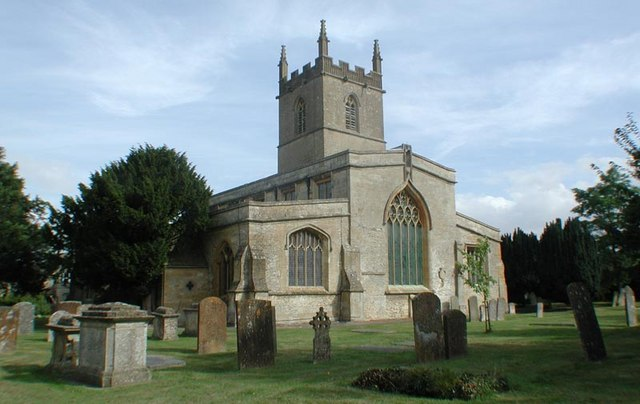
L'église St Edward.
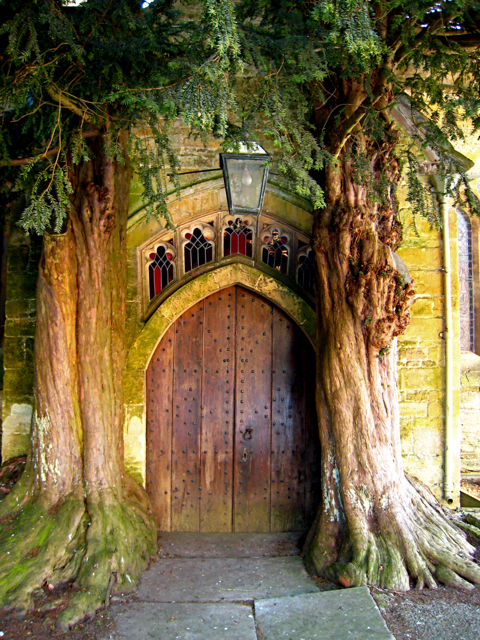
Le porche nord de l'église St Edward avec ses deux ifs.